# Tmarus jocosus
Tmarus jocosus är en spindelart som beskrevs av O. Pickard-Cambridge 1898. Tmarus jocosus ingår i släktet Tmarus och familjen krabbspindlar.
Artens utbredningsområde är Costa Rica. Inga underarter finns listade i Catalogue of Life.